# Lithophane pruinosa
Lithophane pruinosa är en fjärilsart som beskrevs av Butler 1878. Lithophane pruinosa ingår i släktet Lithophane och familjen nattflyn. Inga underarter finns listade i Catalogue of Life.